# Гильяр
Гилья́р (лезг. Гилияр) — село в Магарамкентском районе Дагестана.
Образует сельское поселение село Гильяр как единственный населённый пункт в его составе.

## География
Гильяр расположен на юге Дагестана, в центральной части Магарамкентского района, на левом берегу реки Самур. Через село проходит республиканская трасса «Магарамкент-Ахты-Рутул». Рядом с селом проходит государственная граница Российской Федерации с Азербайджаном. Ближайшие сёла: Хорель, Джепель, Мугерган, Куйсун.

## Население
| 1895  | 1926  | 1939  | 1970  | 1989  | 2002  | 2010  |
| ----- | ----- | ----- | ----- | ----- | ----- | ----- |
| 511   | ↗632  | ↗643  | ↗1066 | ↗1269 | ↗2016 | ↗2022 |
| 2012  | 2013  | 2014  | 2015  | 2016  | 2017  | 2018  |
| ↗2028 | ↗2058 | ↘2053 | ↗2055 | ↗2069 | ↗2078 | ↗2080 |
| 2019  | 2020  | 2021  | 2023  | 2024  | 2025  |       |
| ↘2079 | ↘2075 | ↘2051 | ↘2016 | ↘1984 | ↘1962 |       |

## История
Название села предположительно происходит от древнего албанского племени гелы. На месте села обнаружены следы поселения медно-бронзовой эпохи (Гильярский могильник). С 1866 по 1928 года Гильяр входил в Кюринский округ в составе Гюнейского наибства. Вместе с сёлами Джепель и Хакикент образовал Гильярское сельское общество. В 1886 году в Гильяре проживало 505 человек. В 1924 году с маленького драматического кружка начал свою деятельность Гильярский народный театр, существующий и по сей день. Гильярский театр был награждён дипломом Большого театра СССР, дипломом Союза писателей СССР и многими другими наградами. Первоначально село Гильяр располагалось на возвышенностях восточного окончания Самурского хребта. В 1960-е годы гильярцы основали новое село, ниже старого и переселились туда. Затем, в 1965 году в Гильяр были переселены жители села Кахул Ахтынского района.